# Retrat de la Vescomtessa de Janzé
Retrat de la Vescomtessa de Janzé és una escultura de Miquel Blay i Fàbrega del 1902. Aquesta peça de guix forma part de la Col·lecció hereus de Miquel Blay. Hi ha un exemplar de biscuit de porcellana que es troba a la Col·lecció Capa de Madrid. Miquel Blay després de fer el primer bust en guix en va fer dues reduccions més de la mateixa obra.

## Tema
La dona representada en la figura es tracta de la vescomtessa de Janzé, que Miquel Blay es va oferir a fer gratuïtament, donanda l'especial bellesa de la dama.

## Descripció
Bust fins a sota el pit d'una dona jove. Va pentinada amb el cabell recollit al darrere i una mica rinxolat als costats. Té l'expressió una mica riallera, la cara llarga i un coll molt esbelt i elegant.
Porta una tela o xal, que li deixa les espatlles al descobert i un ampli escot.

## Exposicions
Va figurar al:
- Salon de la Societé des Artistes Français de Paris, 1903